# Herb Buska-Zdroju
Herb Buska-Zdroju – jeden z symboli miasta Busko-Zdrój i gminy Busko-Zdrój w postaci herbu.

## Wygląd i symbolika
Herb przedstawia na czerwonej tarczy herbowej złote słońce z rozchodzącymi się wokół, równomiernie rozmieszczonymi na całym obwodzie szesnastoma promieniami (na przemian prostymi i falującymi – rozpoczynając od promienia prostego, skierowanego pionowo w górę) i srebrną kulą pośrodku.

## Historia
Najstarszy zachowany wizerunek herbu to pieczęć magistratu miasta Buska, która została odciśnięta na dokumencie z 1517 roku. Słońce znajduje się w herbie miasta od XIV wieku. Wcześniej była to najprawdopodobniej monstrancja, która jest atrybutem św. Norberta. Liczba promieni zmieniała się na przestrzeni wieków – na początku słońce w herbie miało ich dwanaście. Na dokumencie z 1774 było ich osiem, zaś na dokumencie z 1779 – szesnaście. 
W statucie miasta z 2017 roku wzór herbu również przedstawia szesnaście promieni.
Zdaniem Henryka Seroki pierwotny wizerunek herbu można interpretować jako oko opatrzności bożej i próbę wywiedzenia nazwy miasta od słowa "bóg".